# Domani (Izi)
Domani è un singolo del rapper italiano Izi, pubblicato il 6 novembre 2020 come secondo estratto dal quarto album in studio di Izi Riot. Il brano vede la partecipazione della cantautrice Federica Abbate e del rapper Piccolo G.

## Tracce
1. Domani (feat. Federica Abbate e Piccolo G) – 2:35

## Formazione
- Izi - voce
- Federica Abbate - voce aggiuntiva
- Piccolo G - voce aggiuntiva
- Davide Ice - produzione